# Ciao Adios
Ciao Adios is een nummer van de Britse zangeres Anne-Marie (Nicholson) uit 2017.
Ciao Adios gaat over een meisje wier jongen haar bedreigt. Het meisje besluit om hem te verlaten. Het nummer werd een hit in verscheidene voornamelijk Europese landen. Het bereikte de 9e positie in het Verenigd Koninkrijk, het thuisland van Anne-Marie. In de Nederlandse Top 40 wist het de 4e positie te behalen, en in de Vlaamse Ultratop 50 de 28e.
De titel van dit lied wordt vaak verkeerd gehoord als: "shower the horse". Een mooi voorbeeld van een hedendaagse mondegreen. Dit leidde tot zoveel reacties dat Anne-Marie op 22 februari 2017 deze alternatieve titel (schijnbaar uit frustratie) in een tweet verstuurde.